# Marinière
Een marinière is een gebreid kledingstuk voor het bovenlichaam met horizontale, wit-blauwe strepen en driekwartsmouwen. Het kledingstuk, traditioneel vervaardigd uit jersey van katoen of wol, stamt uit de Franse marine van de 19e eeuw en wordt nog altijd gedragen door bepaalde matrozen. In de 20e eeuw is de marinière opgedoken in zowel de haute couture als de alledaagse klederdracht, waardoor ze verschillende connotaties verwierf.
De marinière werd in 1858 ingevoerd in het Franse matrozenuniform. Eind 19e eeuw dienden de 'Bretonse strepen' van de matrozentrui als inspiratie voor de eerste badmode. Modeontwerpster Coco Chanel liet er zich in het eerste kwart van de 20e eeuw door inspireren om stijlvolle vrijetijdskleding voor vrouwen te maken. Een nieuwe omwenteling vond plaats in de jaren na de Tweede Wereldoorlog, toen de marinière via avant-gardistische kunstenaars en existentialistische filosofen een populaire kledingkeuze werd voor wie er rebels en authentiek wilde uitzien. In de jaren 80 maakte het kledingstuk zijn opwachting in de nogal subversieve couture van Jean-Paul Gaultier. De mode van de jaren 2010 liet daarentegen een terugkeer naar de min of meer authentieke vorm zien. De trui past in deze mode in een alternatieve of gesofisticeerde kledingstijl, al zijn de strepen van de marinière evengoed een populair patroon op T-shirts, sweaters en andere dames- en herenkleding.

## Marine-uniform

### Oorsprong van de marinière

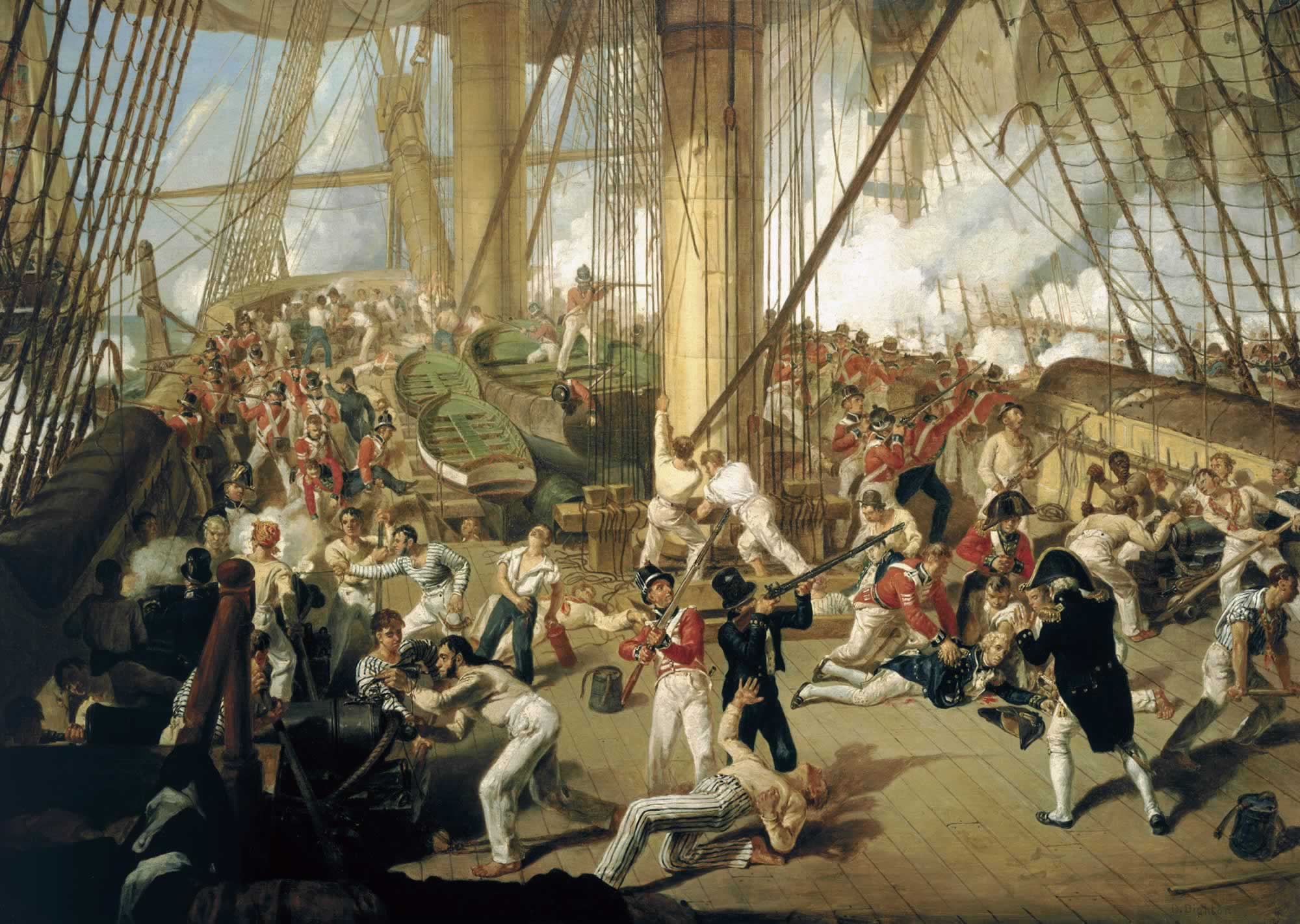
The Fall of Nelson, Battle of Trafalgar, 21 oktober 1805, een schilderij van Denis Dighton (ca. 1825). Matrozen gekleed in horizontale of verticale strepen.

De marinière kent haar oorsprong in de kleding van zeelieden. Tot in de 19e eeuw droegen matrozen – vaak vissers – doorgaans hun eigen kleren aan boord. In andere gevallen voorzag de administrateur de bemanning van stoffen of kleren, waarna de kapitein al dan niet regels oplegde voor de klederdracht aan boord. Wanneer er slechts een of enkele stoffen werden geleverd, en de matrozen zelf aan de slag moesten met naald en draad, leverde dat eveneens een nogal uniforme klederdracht op. Zoals te zien is op afbeeldingen van zeeslagen uit het Engeland of Holland van de 17e eeuw, droegen de matrozen veelal kleding met horizontale strepen, vaak blauw-wit of rood-wit. Engelse en Italiaanse vissers in gestreepte tenues sieren verschillende vroeg-19e-eeuwse aquarellen en prenten.
Volgens historicus Michel Pastoureau is er in het Westen een lange traditie van gestreepte kledij voor marginalen, mensen die buiten de gevestigde orde vielen. In de middeleeuwen droegen zieken en prostituees strepen, maar ook carnavaleske figuren zoals narren en jongleurs hadden kleurrijke gestreepte uniformen. Nog steeds dragen gevangenen een gestreepte plunje. Volgens Pastoureau bekleedden matrozen de laagste trede in de hiërarchie van de marine en benadrukte de gestreepte tenue hun lage status.
Tijdens het Tweede Franse Keizerrijk begonnen staten de kledij van matrozen in de marine officieel vast te leggen. In 1858 decreteerde Frankrijk dat alle matrozen in dienst van de marine hetzelfde uniform moesten dragen. De marinière, een eenvoudig lang bovenstuk met driekwartsmouwen en een boothals, werd een vast onderdeel van dat uniform. Dit lange onderhemd werd uit gebreide jersey vervaardigd en telde 21 witte strepen en 20 of 21 marineblauwe strepen. Op de driekwartsmouwen waren er 15 witte strepen en 14 of 15 blauwe. De blauwe strepen waren elk een centimeter breed, terwijl de witte twee centimeter breed waren. Oorspronkelijk werden de shirts door zelfstandige kleermakers gebreid, maar later gebeurde dat uitsluitend in werkplaatsen van de marine.
Een van de redenen waarom de marine de marinière invoerde, was het grote gebruiksgemak. De gebreide stof zorgde voor warmte terwijl de boothals het makkelijk maakte om de marinière aan en uit te trekken. Er is minder duidelijkheid over waarom de matrozentrui gestreept is. De legende wil dat het aantal strepen verwijst naar de 21 overwinningen van de Fransen tijdens de napoleontische oorlogen. Daar is echter geen bewijs voor. Verder kunnen de Bretonse strepen een veiligheidsfunctie gehad hebben. De strepen maakten de matrozen goed zichtbaar, bijvoorbeeld wanneer ze overboord gingen. Een meer economische verklaring voor de keuze van de Bretonse strepen is dat ze gewoon gemakkelijk te breien waren. Met de techniek van het rondbreien – in 1816 werd de rondbreimachine uitgevonden – is naadloze jersey met horizontale strepen eenvoudig te bekomen. Donkerblauw was een vanzelfsprekende keuze – sinds de 18e eeuw droegen officiers van 's werelds grootste zeemacht, de Royal Navy, marineblauwe uniformen; andere landen volgden dat voorbeeld snel – maar was behoorlijk duur. Daarom wisselde men het blauw af met goedkoop wit.
Het Franse zeeliedenuniform werd in de loop der tijd door verschillende andere naties overgenomen. Zo kent de Russische Marine sinds 1874 een nauw aansluitend, gestreept onderhemd, de telnjasjka, als onderdeel van het matrozenuniform. In 1877 nam de Nederlandse Koninklijke Marine het kledingstuk op in de uniformvoorschriften, maar vermoedelijk werd de marinière of 'borstrok' al vanaf het midden van de jaren 1860 gedragen door matrozen. In 1965 verdween de marinière uit de Nederlandse uniformen en werd ze vervangen door het sportwitje.

### Huidig gebruik in militaire uniformen

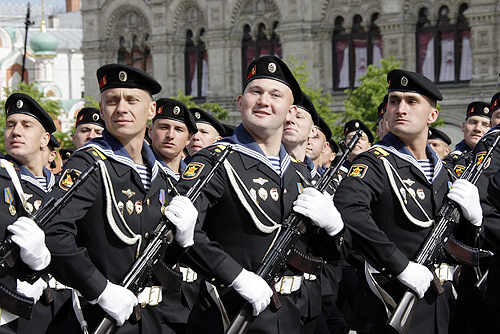
Mariniers van de Russische Marine-infanterie paraderen in uniform (met marineblauwe telnjasjka en matrozenkraag) door Moskou, 2008.

De marinière vormt nog altijd een onderdeel van de matrozenuniformen van enkele landen. Andere elementen uit het historische uniform, zoals de matrozenkraag, zijn echter wijder verspreid.
In de Franse marine maakt de marinière deel uit van dienstuniformen 22 bis en 23. Verder bestaan die uniformen uit een blauwe of witte pantalon, een blauw vest, een matrozenkraag en een muts. Officiers in de Franse zeemacht dragen nooit een marinière en ook matrozen dragen onder de meeste omstandigheden niet langer een marinière.
In de Russische strijdkrachten overleeft de traditie van een gestreept onderhemd in jersey eveneens. De marine van de Sovjet-Unie nam de telnjasjka over uit het uniform van de Russische Keizerlijke Marine, waar het in 1874 werd ingesteld, en gaf de telnjasjka op haar beurt door aan de marine, het marinekorps en de luchtmacht van de Russische Federatie. Voor de verschillende eenheden zijn tegenwoordig verschillende kleurencombinaties in gebruik: de zwart-witte telnjasjka is voor duikers, marineblauwe strepen zijn voor matrozen en mariniers, lichtgroene strepen zijn voor grenswachters, kastanjebruine strepen voor bepaalde commando's van het ministerie van Binnenlandse Zaken, korenbloemblauwe strepen voor soldaten van het Kremlinregiment en de speciale eenheden van de Federale Veiligheidsdienst, en oranje strepen voor werknemers van het ministerie van Burgerbescherming.

## Modegeschiedenis
Elementen uit het uniform van de Franse matrozen, zoals de marinière en matrozenkraag, werden in de late 19e en de 20e eeuw opgepikt door niet-matrozen. Zo vonden deze kledingstukken hun weg naar de kindermode, badmode, vrijetijdskleding en haute couture.

### 19e eeuw: Bretonse werkmanskleding en badmode

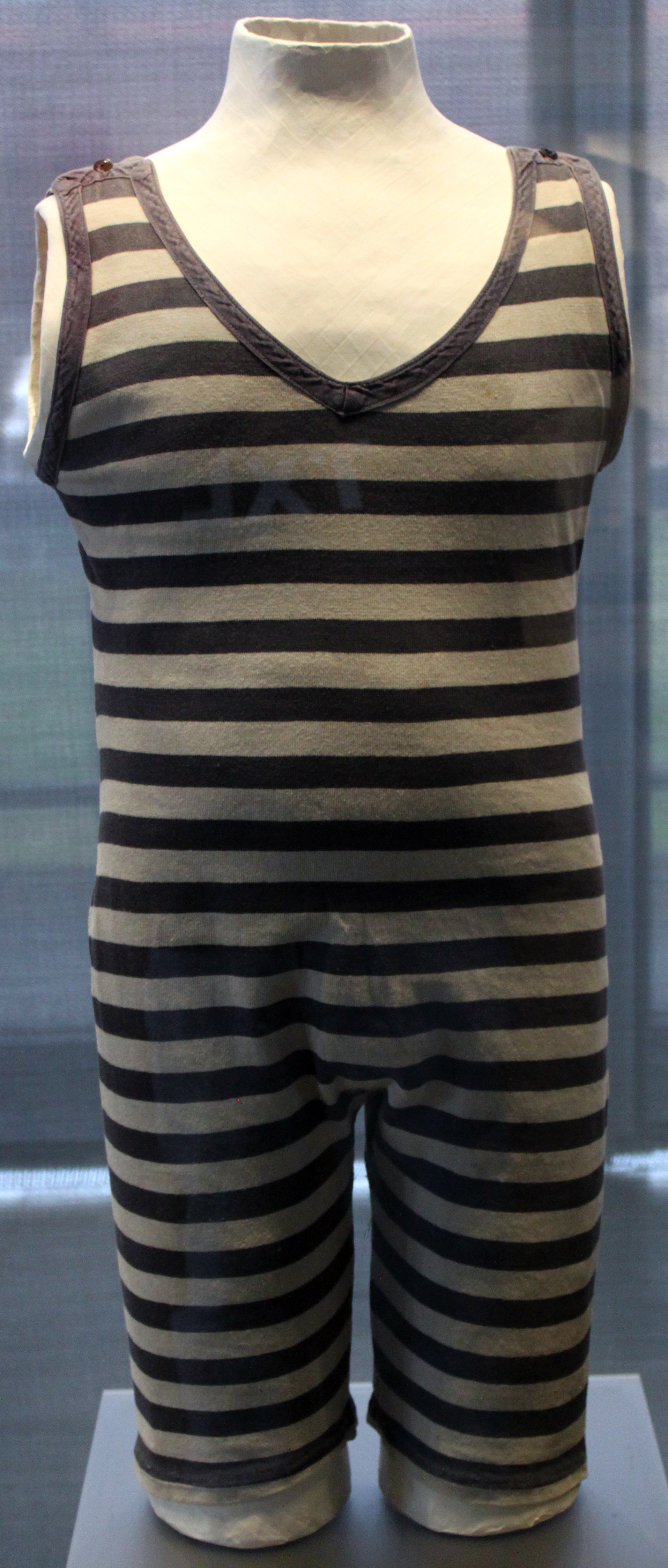
Mannenbadpak, 1920. Eind 19e en begin 20e eeuw was veel badmode gestreept.

Eind 19e eeuw raakte het uniform van de Franse matrozen langzamerhand ingeburgerd bij andere zeelieden en werklui in Noord-Frankrijk, met name in Bretagne. Tot in de 20e eeuw droegen sommige arbeiders en boeren in Bretagne een wit-blauw gestreept bovenstuk. Het beeld van Bretonse mannen met een matrozentrui is dankzij de Onion Johnnies, reizende boeren uit Noord-Frankrijk die in Engeland van deur tot deur gingen om hun uien te verkopen, vereeuwigd in het stereotype van 'de Fransman'.
Toen strandtoerisme een breder publiek begon te bereiken in de tweede helft van de 19e eeuw, vormde het matrozenuniform eveneens een inspiratiebron voor de eerste badmode. Ondergoed en zwemkleding veranderden snel onder invloed van nieuwe opvattingen over hoe hygiënische en reine kleding er hoorde uit te zien. Tot in de 19e eeuw was onderkleding altijd wit of ecru en werd ze niet met dierlijke kleurstoffen gekleurd. Rond 1860 begon dat te veranderen in het Verenigd Koninkrijk en de Verenigde Staten. Gekleurde onderkleding werd modieus. Als compromis tussen de veronderstelde reinheid van witte kledij en het modieuze van kleuren, koos men doorgaans voor pastelkleuren (wit vermengd met een kleur) of strepen (wit en een kleur wisselen elkaar af). Die trend verspreidde zich over het Europa en Amerika van de belle époque. Men voorzag alles van zwemkledij tot strandcabines van een strepenpatroon. Aan de kust, en vooral in de populaire badsteden in Noord-Frankrijk, kwam de voorliefde voor gestreepte kledij samen met de traditie van de marinière. De matroos met zijn gestreepte trui was tenslotte een enigszins exotisch verschijnsel voor de nieuwe generaties toeristen. Er gebeurde iets gelijkaardigs in het Verenigd Koninkrijk, waar een portret van de jonge prins Albert Eduard in wit-blauw matrozenpak aanleiding gaf tot een rage van matrozenpakjes voor kinderen vanaf de jaren 1860.

### 20e eeuw: rebelse mode

#### Recuperatie door Chanel

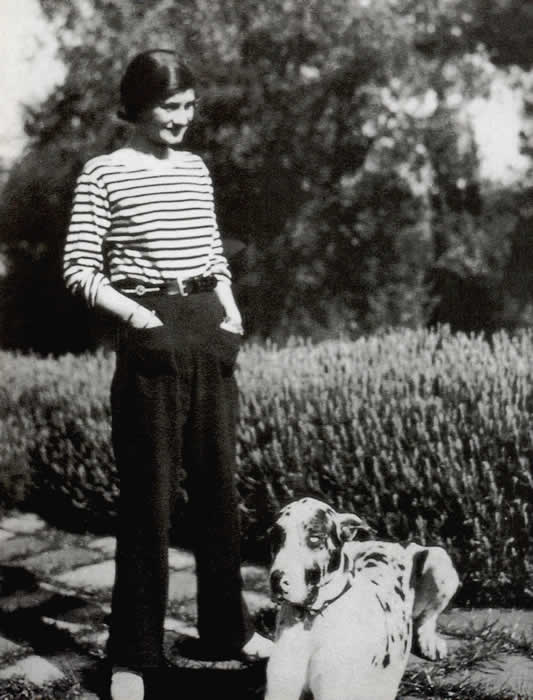
Gabrielle 'Coco' Chanel in een marinière en een rechte broek tijdens het interbellum, vermoedelijk rond 1928-1930.

In 1913 opende Gabrielle 'Coco' Chanel, een gevierd hoedenmaakster, een boetiek in Deauville aan de Normandische kust. Deauville was sinds het midden van de 19e eeuw een populaire bestemming voor rijke Parijzenaren. In haar boetiek verkocht Chanel luxueuze maar opvallend eenvoudige en elegante vrijetijdskleding, gemaakt van jersey en tricot. De mode van Chanel werd internationaal opgemerkt door het ongewone gebruik van jersey – toen allesbehalve een luxueuze stof – en door de eenvoud van de ontwerpen. In juli 1914 verscheen in het modeblad Women's Wear Daily een artikel over de truien van Chanel. Het ging om wollen jersey sweaters met een diepe V-hals met knoopjes, in aantrekkelijke lichte kleuren, wit-zwarte strepen of wit-marineblauwe strepen. Het Britse Vogue beschreef in november 1916 dan weer Chanels sweaters (chandails) met matrozenkraag, duidelijk geïnspireerd op de klederdracht van zeelieden. Ook bloezen met matrozenkraag maakten deel uit van Chanels Deauville-collecties van eind jaren 1910. Hoe ver deze ontwerpen van de traditionele matrozentrui stonden, is onduidelijk op basis van de overgeleverde bronnen.
In de jaren 20 maakte Coco Chanel deel uit van een dynamische groep kunstenaars en extravagante expats. Ook de Amerikaan Gerald Murphy behoorde tot die uitbundige groep, net als Zelda en F. Scott Fitzgerald, Ernest Hemingway, Cole Porter en Pablo Picasso. Toen Gerald en Sara Murphy naar de Côte d'Azur verhuisden, was daar een gelijkaardige ontwikkeling in het toerisme aan de gang als aan de Noord-Franse kust. Van Gerald Murphy is bekend dat hij in deze periode, vermoedelijk in 1923, een traditionele marinière droeg, die hij combineerde met espadrilles en een vissersmuts. Mogelijk inspireerden de Murphy's op hun beurt hun vriendin Chanel, die eerder al had geëxperimenteerd met marinières. Er is een foto van Chanel, vermoedelijk genomen aan het einde van het decennium, waarop ze een korte marinière met een brede pantalon combineert. Chanels kledingkeuze was gedurfd: wat daarvoor gedragen werd door werkende mannen van een lage sociale klasse, hing nu aan het lijf van een hippe Parisienne uit de hoge bourgeoisie.
De marinière groeide snel uit tot de favoriete uniseks vrijetijdskleding van de creatieve jetset. In het ballet Le train bleu (1924) werd al subtiel de draak gestoken met de beroemdheden in hun zeemanskleren. Later, in de jaren 1930, kreeg het kledingstuk aandacht in de internationale modepers en vond het zijn weg naar een breder publiek.
In de Sovjet-Unie maakte de marinière of telnjasjka in deze periode een heel andere evolutie door. Onder andere door de stomme propagandafilm Wij zijn van Kronstadt (Мы из Кронштадта) uit 1936, waarin een stoere en trotse Bolsjewiekmatroos in een gescheurde telnjasjka uit de zee verschijnt nadat hij een executie heeft overleefd, groeide het gestreepte onderhemd in Sovjet-Rusland uit tot een teken van (militaire) mannelijkheid.

#### Kunstenaars, filosofen en tienerrebellen
Na de Tweede Wereldoorlog werd de marinière in het Westen een favoriet van verschillende grote artiesten, waaronder Pablo Picasso, voor wie het een soort handelsmerk werd (en die haar eerder al vereeuwigde in het schilderij Nachtelijk vissen in Antibes uit 1939). De Franse mimekunstenaar Marcel Marceau kleedde zich voor zijn personage Bip, bedacht in 1947, ook altijd in een gestreept shirt. De marinière werd in de jaren 40 en 50 sterk geassocieerd met de Franse avant-garde en dan vooral met de existentialisten die op dat moment furore maakten in Saint-Germain-des-Prés. De modetrend kreeg navolging in de Angelsaksische wereld. De nonchalante kleding van de rebelse Franse intelligentsia inspireerde bijvoorbeeld de aanhangers van de Amerikaanse Beat Poets. Al in 1960 dreef het satirische tijdschrift MAD de spot met de zogenaamde Beatniks, die volgens het stereotype steeds gekleed waren in een marinière, coltrui of baret.
De marinière was zoals de Amerikaanse spijkerbroek een klasseloos, leeftijdloos en uniseks kledingstuk met een tot de verbeelding sprekende geschiedenis en een eenvoudige uitstraling. Het suggereerde een rebels en authentiek karakter. Films bevestigden dat beeld. In de jaren 50 en 60 droegen Eddie Albert, Lee Marvin, Kirk Douglas, Cary Grant, Jean Seberg en Brigitte Bardot allen een matrozentrui of een gelijkaardig gestreept kledingstuk, respectievelijk in Roman Holiday (1953), The Wild One (1953), 20,000 Leagues Under the Sea (1954), To Catch a Thief (1955), À bout de souffle (1960) en Le Mépris (1963). Ook Andy Warhol en Audrey Hepburn werden in de jaren 60 vaak gespot in gestreepte bovenstukken. Voor het duo Andy Warhol en Edie Sedgwick maakte de marinière onafscheidelijk deel uit van hun gedeelde, iconische stijl. Lou Reed en John Cale van de band The Velvet Underground, aan wie Warhol stijladvies gaf, werden regelmatig gefotografeerd in T-shirts met Bretonse strepen.

#### Jean-Paul Gaultier: subversieve haute couture

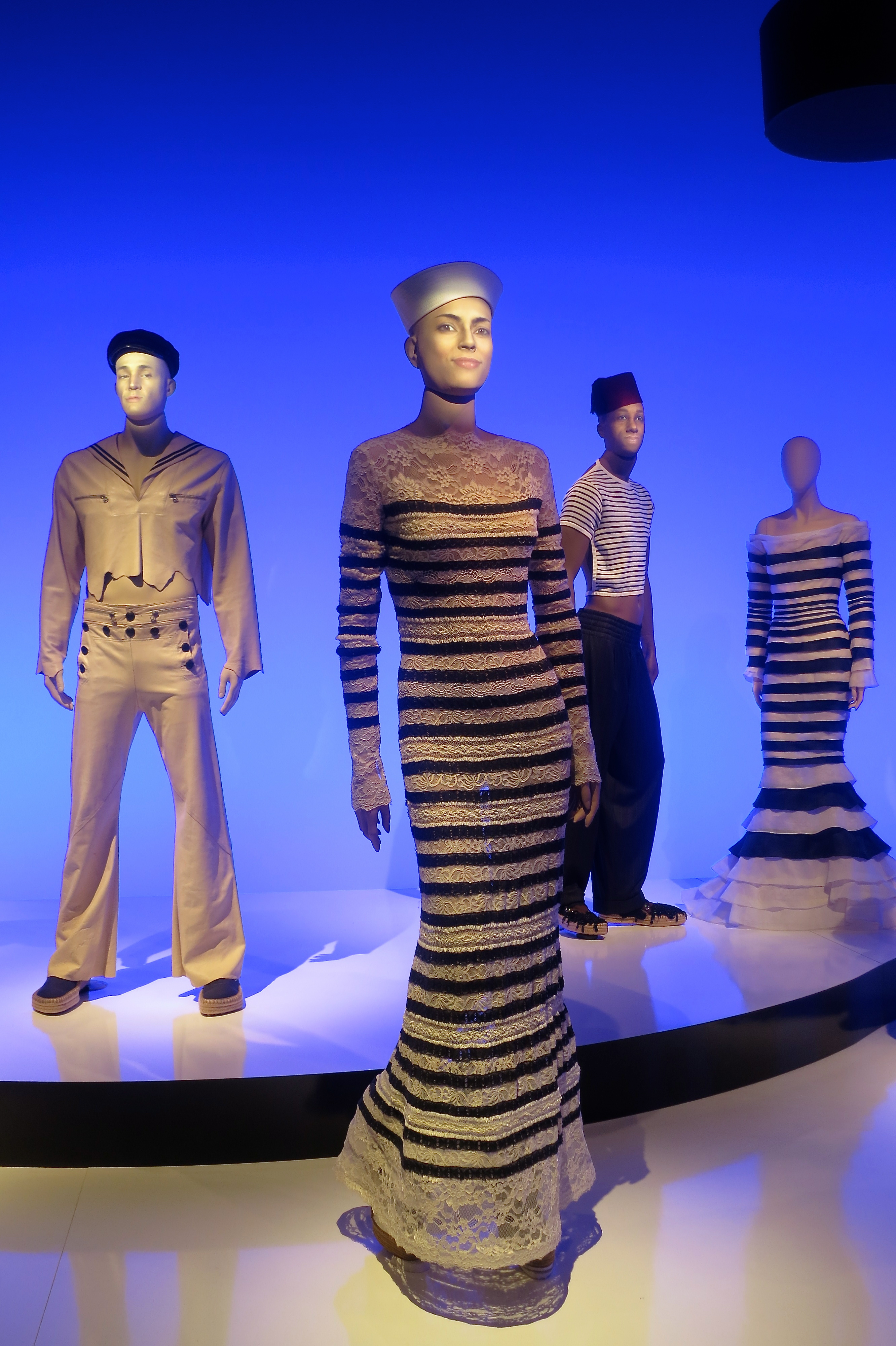
Nautisch geïnspireerde ontwerpen uit Jean-Paul Gaultiers lente-zomercollectie van 1997.

Na Chanel was Jean-Paul Gaultier, zo'n zestig jaar later, de eerste couturier die de marinière tot haute couture bombardeerde. In Gaultiers prêt-à-porter lente- en zomercollectie van 1984 voor mannen (genaamd L'Homme-Objet), voorgesteld in 1983, was er voor de marinière een centrale rol weggelegd. Gaultiers marinière had een rugdecolleté en balanceerde zo op de gevoelige grens tussen heren- en damesmode; een grens die ook Chanel had afgetast met de marinière. Mogelijk was Gaultier geïnspireerd door de West-Duits-Franse film Querelle (1982). In die film, over de kracht van verleiding, draagt het hoofdpersonage, een homoseksuele matroos, een zeemansuniform met marinière. Sinds de collectie van 1984 zijn zowel de marinière als het spel tussen heren- en damesmode handelsmerken voor Gaultier. In 1990 maakten kunstenaarsduo Pierre et Gilles een foto van Gaultier gekleed in matrozentrui, madeliefjes in de hand. In 1995 kwam er Le Mâle, een parfum van Gaultiers modebedrijf, waarvan het flesje de vorm heeft van een mannentorso met wit-blauwe strepen. In veel van Gaultiers kledingontwerpen zijn nog altijd duidelijke verwijzingen naar het matrozenuniform zichtbaar.
Eveneens in de jaren 80 werd Charlotte Gainsbourg in een marinière gezien, in de Franse productie L'Effrontée (1985). Daarin speelt ze Charlotte Castang, een vrijpostig tienermeisje uit een lage sociale klasse en een treurige buurt. De eenvoudige en weinig elegante marinière (met jeansbroek of denim minirok) die ze vrijwel de hele film draagt, geeft uitdrukking aan haar frustratie, maar sluit eveneens aan bij de overgangsfase waarin Charlotte zich bevindt: op de grens tussen kind en jongvolwassene, tussen tomboy en vrouw. Pas op het einde van de film, wanneer ze binnentreedt in de wereld van de welvarende en meisjesachtige Clara, kleedt Charlotte zich in een bloemenjurk.

### 21e eeuw: heropleving
De Bretonse streep en variaties op dit patroon maken regelmatig een heropleving mee. Terwijl sommigen de marinière bewust dragen omwille van de historische connotaties, kan het stuk evengoed gedragen worden zonder kennis van die betekenissen, zoals zo veel T-shirts – gestreept of niet – gedragen worden. Zo blijken periodieke heroplevingen van het marineblauw strepenpatroon, zoals in de preppy-subcultuur van de jaren 90, maar eveneens in klassieke vrijetijdskleding voor heren, weinig te maken te hebben met de marinière en haar rebelse connotaties. Integendeel: het nautische patroon in combinatie met een poloshirt refereert aan de elitaire vrijetijdscultuur van de hogere sociale klassen. Volgens historica Amber Butchart is de marinière een van de weinige modeklassiekers die zowel bourgeois als bohemien kunnen uitstralen.

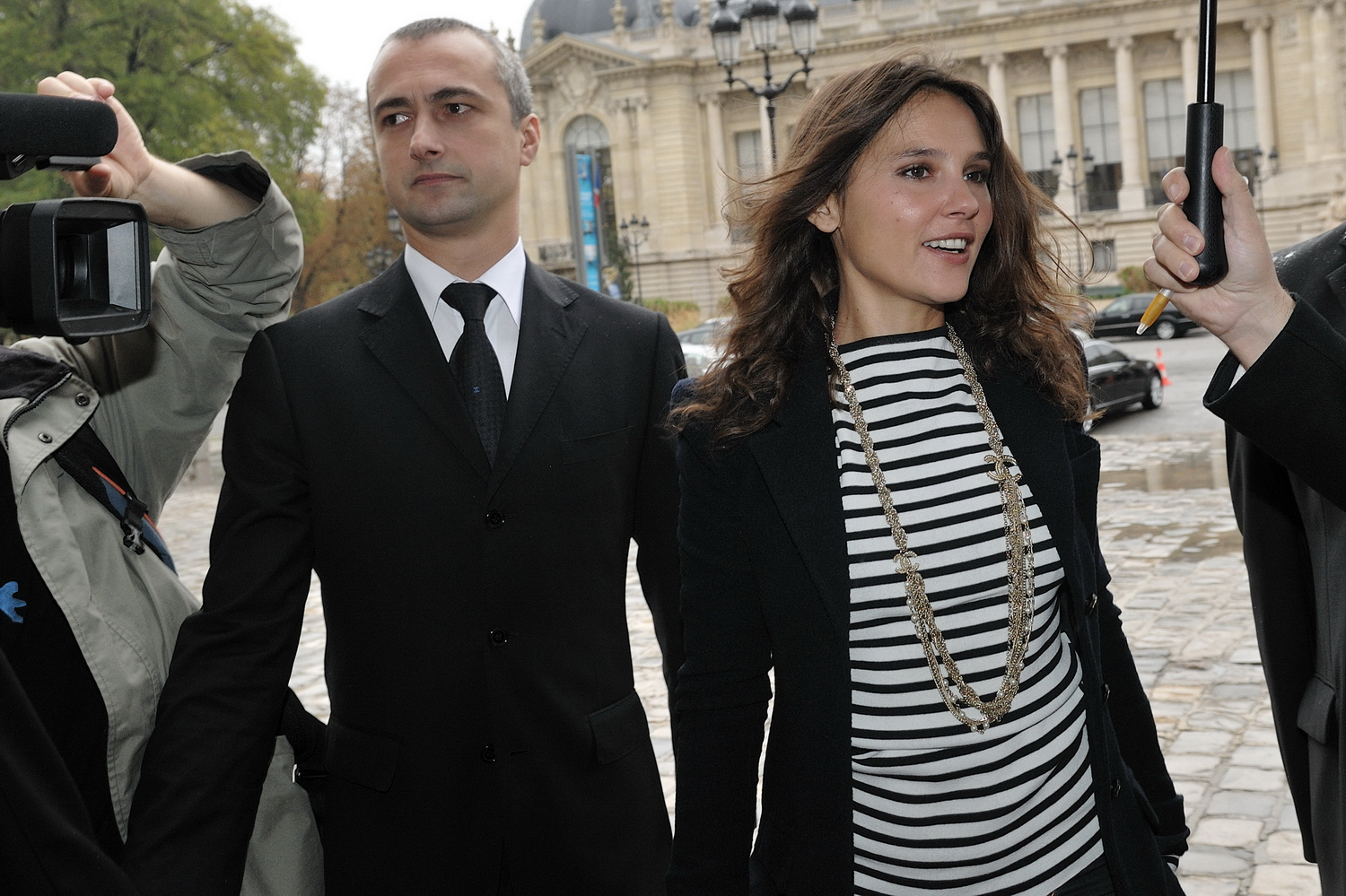
Actrice Virginie Ledoyen komt aan op het prêt-à-porter-défilé in Parijs van Chanels lente-zomercollectie van 2010. Ze draagt een marinière met boothals als onderdeel van een opgeklede tenue die Paris chic uitstraalt.

De marinière, in min of meer authentieke vorm, wordt als kenmerkend beschouwd voor de mode van de jaren 2010. De lente-zomercollectie 2009 van Donna Karan omvatte een redelijk traditionele marinière voor dames. Ook Balmain nam in 2008-2009 gelijkaardige stukken op in haar collecties. In 2010 merkten verschillende bloggers de terugkeer en toenemende populariteit van de marinière op. In hetzelfde jaar kleedde het modellenbureau Elite haar finalisten in een marinière en voegden Prada, Kitsuné, Dolce & Gabbana en Michael Kors een marinière toe aan hun collecties. In 2011 koos het Frans voetbalelftal voor een uittenue met Bretonse strepen, een weinig populaire keuze die nog geen jaar later ongedaan werd gemaakt. Na de doorbraak op de catwalks van de modeweken, verschenen marinières eveneens volop in het aanbod van grote winkelketens als H&M en Zara. 
| |  |  |
| Mode van de jaren 2010: een vrouw met klassieke marinière en een rode enkelbroek en een man in matrozentrui met leren lapjes op de schouders. |  |  |

In de jaren 2010 combineerden vrouwelijke hipsters een korte marinière (of een crop top) met een broek, legging of rok met hoge taille. De marinière kon deel uitmaken van een alternatieve, stedelijke en gesofisticeerde kledingstijl, bijvoorbeeld in combinatie met een afgewassen mom jeans-enkelbroek. In deze vorm – als teken van authenticiteit en verzet tegen de mainstream – maakte de marinière ook een rentree in de herenmode. Samen met de marinière kregen ook andere vintage kledingstukken een remake in de mode van de jaren 2010, zoals flanellen overhemden, versleten All-Stars, bretellen, overalls en brillen met dikke randen. De pers pikte op dat Catherine Middleton, prinses van Wales, sinds 2012 met grote regelmaat casual outfits draagt die bestaan uit een marinière en een klassieke donkerblauwe broek.

## Producenten

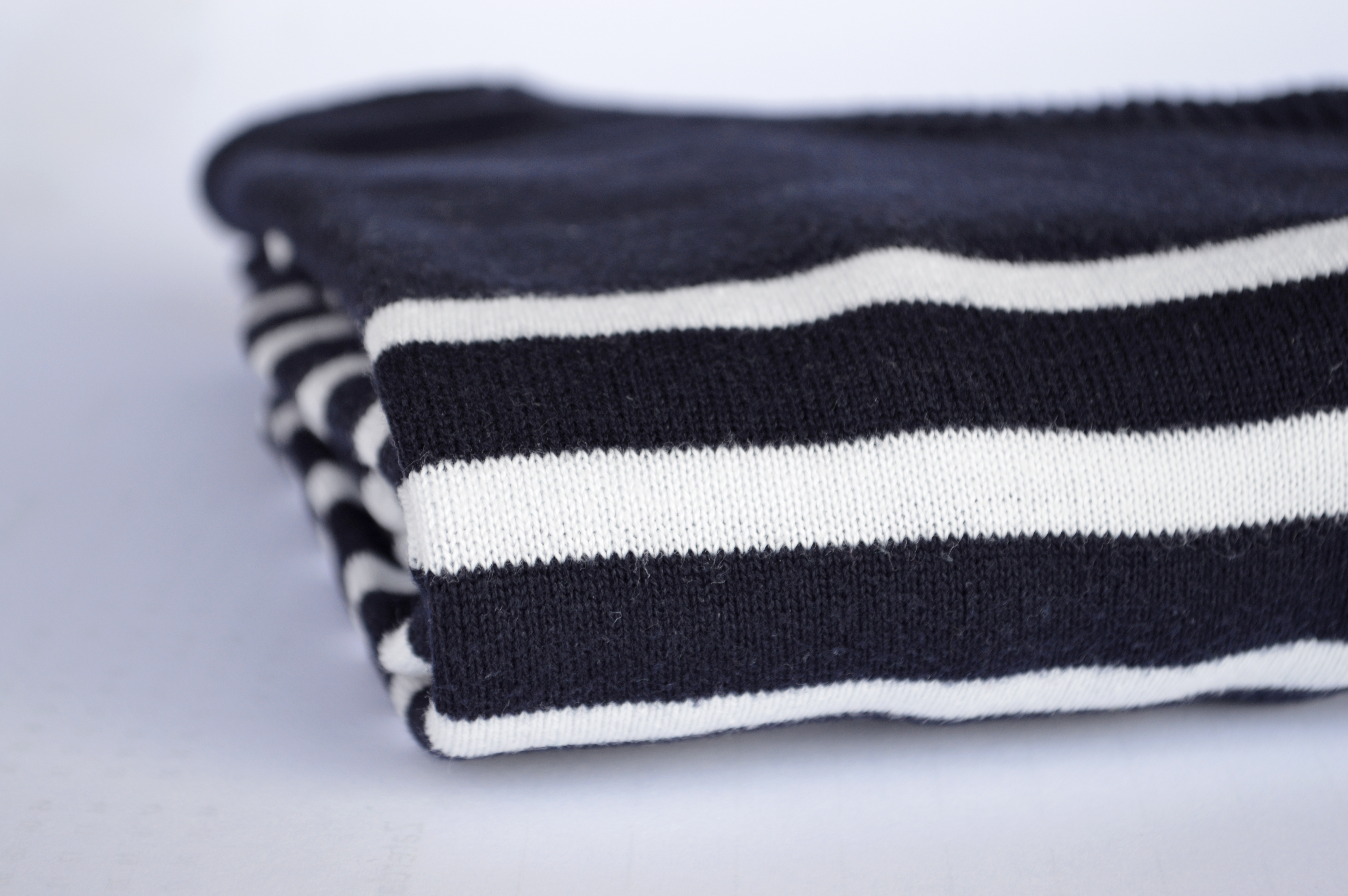
Close-up van een marinière

De Franse kledingproducenten Armor Lux, Saint James en Orcival worden beschouwd als de klassiekers. Armor Lux is een Bretons bedrijf uit 1938 dat zich sinds de jaren 1970 onder andere toelegt op matrozentruien. In 2012 verscheen Arnaud Montebourg, de toenmalige minister van Industrie, in een marinière van Armor Lux op de cover van Le Parisien als onderdeel van een dossier over het Made in France-label. Ook Saint James, dat in de 19e eeuw in Normandië werd opgericht, is zich in de jaren 70 en 80 gaan toespitsen op prêt-à-porter shirts en sweaters met Bretonse streep. Naast Armor Lux en Saint James produceert ook Orcival – dat in 1947 marinières begon te produceren voor de Franse marine – zijn producten in Frankrijk. In de MoMA-tentoonstelling Items: Is Fashion Modern? (2017) werd een marinière van Orcival opgenomen. Verder wordt ook Petit Bateau met de marinière geassocieerd. Petit Bateau werd in 1893 in Bretagne opgericht als een breifabriek en is zich vervolgens gaan specialiseren in kinderondergoed en -kleding met een maritiem thema.